# Ustawa o rozdziale Kościoła od państwa we Francji z 1905 roku

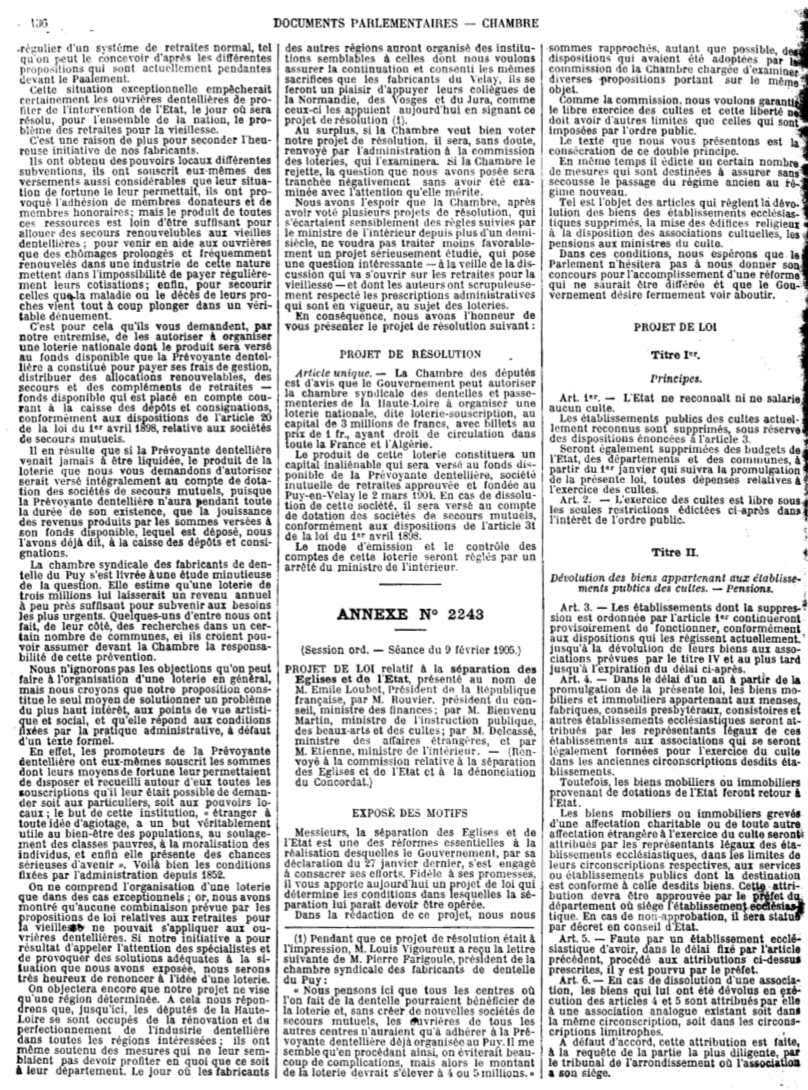
Projekt ustawy z 1905 roku

Ustawa o rozdziale Kościoła od państwa we Francji (fr. Loi de séparation des Églises et de l'État) – ustawa uchwalona we Francji 9 grudnia 1905 roku z inicjatywy Aristide’a Brianda, przewidująca rygorystyczny rozdział Kościoła od państwa.

## Kontekst historyczny
1 lipca 1901 roku Parlament francuski uchwalił tzw. ustawę dotyczącą stowarzyszeń, zaproponowaną przez Pierre’a-Marie-René Waldecka-Rousseau. W klimacie panującego antyklerykalizmu, ustawa ta miała na celu m.in. kontrolę zgromadzeń zakonnych, które od tej pory musiały otrzymać pozwolenie na działalność. Systematycznie realizowana, doprowadziła wiosną 1903 roku do rozproszenia 30 tysięcy zakonników siłą oraz do przegłosowania ustawy uzupełniającej, skierowanej głównie przeciwko Braciom Szkół Chrześcijańskich. W związku z tą ustawą, ówczesny premier Émile Combes rozpoczął prace nad nowym aktem prawnym mającym regulować stosunki między państwem a Kościołem. W tym okresie relacje te były określane przez konkordat, podpisany przez Napoleona Bonapartego w 1801 roku. Konkordat ten pozwalał rządowi francuskiemu na nominowanie biskupów, co dawało państwu częściową kontrolę nad funkcjonowaniem Kościoła. Combes obawiał się, że zerwanie konkordatu mogłoby doprowadzić do uniemożliwienia jakiejkolwiek kontroli nad duchowieństwem.
W 1903 powstała komisja parlamentarna na czele z Aristide’em Briandem, kontynuująca rozpoczęte prace nad ustawą. W tym samym okresie pojawiło się coraz więcej krytyki polityki francuskiej ze strony Watykanu. 7 lipca 1904 roku Combes zakazał zgromadzeniom zakonnym działalności pedagogicznej i nauczania w ogóle, przygotowując w ten sposób całkowitą laicyzację systemu edukacji. Ustawa ta ostatecznie wywołuje zerwanie stosunków dyplomatycznych z Watykanem, co sprawiło, że utrzymywanie konkordatu nie miało już sensu.
Te posunięcia rządu III Republiki miały na celu odsunięcie Kościoła od wpływów w państwie, który od czasów II Cesarstwa miał duże znaczenie, zwłaszcza w kwestiach szkolnictwa. Owe działania były efektem antyklerykalnej polityki republikanów, którzy po dojściu do władzy w 1875 roku zapoczątkowali proces sekularyzacji głównych służb publicznych, co przejawiło się m.in. w usunięciu zakonników i zakonnic ze szkół państwowych, kapelanów z wojska, symboli religijnych z sądów i szpitali, zniesieniu publicznych modlitw inaugurujących obrady parlamentu czy w transformacji opieki społecznej w instytucję zupełnie świecką.

## Założenia ustawy
Dwa podstawowe artykuły regulujące relacje między państwem a Kościołem zostały zapisane jak następuje:
Art. 1. Republika zapewnia wolność sumienia. Gwarantuje swobodne wykonywanie praktyk religijnych jedynie z poniżej podanymi ograniczeniami, powziętymi w interesie porządku publicznego.
Art. 2. Republika nie uznaje, nie opłaca ani nie subwencjonuje żadnej religii. W rezultacie, począwszy od 1 stycznia, który nastąpi po ogłoszeniu niniejszej ustawy, zostaną zlikwidowane w budżetach Państwa, departamentów i gmin wszelkie wydatki związane z wykonywaniem praktyk religijnych. Będą jednak mogły być wpisane do wymienionych budżetów wydatki związane z posługami duszpasterskimi, zapewniające swobodne wykonywanie praktyk religijnych w zakładach publicznych takich jak licea, gimnazja, hospicja, schroniska i więzienia.
Zagwarantowano wolność kultu, ale republika miała stać się w zupełności laicka i nie ingerować w sprawy religii. Natomiast Kościół przestawał pełnić odtąd funkcje publiczne (dotychczas, od czasów rewolucji francuskiej, kiedy skonfiskowano majątek kościelny, księża dostawali pensję jako urzędnicy państwowi). Skutkiem tego anulowano pieniądze przeznaczone na to w budżecie. Obecny majątek Kościoła, pozyskany w czasach II Cesarstwa, uznano za własność państwa. Wyłomem w tej ustawie była możliwość powierzenia kościołów, seminariów, domów parafialnych itp.  „stowarzyszeniom wyznaniowym”. Chodziło tu o grupy złożone z wyznawców danej religii, co zostało szybko wykorzystane zwłaszcza przez protestantów i żydów. W przypadku katolików nie doszło jednak do tego z powodu silnego oporu wiernych, inspirowanych przez ówczesnego papieża, Piusa X, który potępił rozdział Kościoła od państwa w encyklice Vehementer nos, a także opowiedzeniu się po stronie Kościoła znacznej części prawicy francuskiej.